# Мельник Сергій Григорович
Сергій Григорович Мельник — сержант Збройних сил України, учасник російсько-української війни, що відзначився під час російського вторгнення в Україну в 2022 році.

## Життєпис
Сергій Мельник народився 13 вересня 1980 року в селі Тишківка (з 2020 року — Тишківської сільської територіальної громади) Новоукраїнського району Кіровоградської області. З початком повномасштабного російського вторгнення в Україну був мобілізований до лав ЗСУ та перебував на передовій. Обіймав військову посаду старшого механіка‐водія. Загинув Сергій Мельник 10 вересня 2022 року під час виконання бойового завдання у Харківській області. Чин прощання із загиблим відбувся 18 вересня 2022 року в рідному селі.

## Родина
У загиблого залишилися дружина, донька та син.

## Нагороди
- орден «За мужність» III ступеня (2022) — за особисту мужність і самовіддані дії, виявлені у захисті державного суверенітету та територіальної цілісності України, вірність військовій присязі[3].